# Fakoli Doumbia
Fakoli Doumbia, souvent dit Manden Fakoli (« Fakoli du Manden »), parfois Fakoli Koumba (« Fakoli à la grosse tête ») et Fakoli Dâ bâ (« Fakoli à la grande bouche »), est un général de l'empire mandingue au XIIIe siècle qui assiste Soundiata Keïta dans ses conquêtes. À ce titre, il apparaît dans l'épopée de Soundiata transmise par les traditions orales ouest-africaines. Il ne doit pas être confondu avec son ancêtre Fakoli, l'un des pères fondateurs de l'animisme ouest-africain, qui apporta en Afrique des idoles de l’Arabie préislamique.

## Dans l'épopée de Soundiata
Fakoli Doumbia est l'un des personnages importants de l'épopée de Soundiata, qui offre une version en partie légendaire des exploits et du règne de Soundiata et de l'histoire du Mandé à son époque. Fakoli est à la fois un chef de guerre et un prêtre du Komo, une société d'initiation de chasseurs.

### Origines légendaires de Fakoli
Plusieurs versions existent sur la filiation de Fakoli Doumbia. Selon la version de l'épopée relatée par Wa Kamissoko, Fakoli Doumbia est le fils de Tamba Fotigui (Fotigui des monts de Tamba-Woura) et a pour arrière-grand-père Koliyoro Tamba Fotigui. Selon le commentaire de Youssouf Tata Cissé à cette version, c'est en se prévalant de cet ancêtre, qui aurait été roi de Karatabougou, capitale du Solon, que Fakoli Doumbia s'octroie le titre de Manden Fakoli, « Fakoli du Manden ». Mais une autre version, comportant davantage de surnaturel, fait de Fakoli un neveu de Soumaoro Kanté. La sœur de Soumaoro, Kangouba (ou Kankoumba) Kanté, cherche un moyen de trouver une armée pour son frère et parcourt le monde ; elle finit par rencontrer un génie mâle, soit à Tankridi dans la Sierra Leone, soit à Toufinna près de Koulikoro au Mali ; après s'être unie à lui, elle tombe enceinte de Fakoli. Le génie fournit à Kangouba un fusil de cuivre rouge qui permettra à Soumaoro de faire surgir une armée par magie, mais il lui demande de prévenir Soumaoro que l'enfant issu de leur union est un dépôt sacré contre qui il ne devra jamais commettre d'injustice (Fakoli rappelle parfois cet engagement à Soumaoro lorsqu'il entre en conflit avec lui par la suite).
L'écrivain malien Doumbi Fakoly relate ces deux versions et en donne son interprétation. Fakoli est bien le fils du roi de Karatabougou duquel il hérite le nom de famille Doumbia. Il est aussi le fils de Kankoumba Kanté, la sœur de Soumaoro Kanté. Cependant les codes de la société ne permettaient pas une union légale entre le roi de Karatabougou, Tamba Fotigui Doumbia et Kakoumba Kanté. Cette dernière et son frère arrivent à Karatabougou pour demander l'aide du roi. Ils y passent quelque temps avant que roi n'accepte la demande, un délai suffisant pour que Kankoumba tombe enceinte du roi. On est au début du XIIIe siècle : l'union entre le roi et cette forgeronne est interdite, inacceptable et inimaginable pour le peuple du Solon. Le roi accorde beaucoup d'aide (nourritures, chevaux, or) à Kankoumba pour retourner au Sosso. En plus des aides, le roi ajoute à la caravane de Kankoumba, le meilleur prêtre du Komo, des griots, des éducateurs qui se chargent de l'éducation royale de Fakoli dans sa famille maternelle. À cause de l'aspect interdit de l'union entre le roi et Kankoumba, il y a eu plusieurs spéculations sur le père de Fakoli. D'où l'origine des théories mystiques qui font de son père un génie mâle ou qui font de Fakoli un enfant sans père.
Dans la version de Camara Laye dans Le Maître de la parole, adapté du récit de Babou Condé et paru en 1978, Fakoli est nommé Fakoli Koroma ("Fakoli à la grosse tête") et "Fakoli Dâ bâ" (Fakoli à la grande bouche). Son père est appelé Makata Djigui Koroma et sa mère, la sœur de Soumaoro, est nommée Kassia Diarrasso. Son génie ou totem est un aigle.

### Révolte contre Soumaoro
Fakoli Doumbia a pour seule épouse Kènda Nala Naniouma. Pendant la guerre menée par Soundiata Keïta contre Soumaoro Kanté pour la reconquête du Mandé, Fakoli Doumbia est d'abord un allié de Soumaoro. Mais il entre en conflit avec Soumaoro à la suite de plusieurs désaccords. 
Soumaoro avait soumis toute la région sous sa domination à l'exception de Karatabougou, le royaume paternel de Fakoli. quelques années auparavant, le roi de Karatabougou (le père de Fakoli) avait apporté son aide à Soumaoro et à sa sœur, Kankoumba Kanté. Le royaume de Karatabougou, dirigé par les demi-frères de Fakoli, était le seul bastion épargné par la dictature de Soumaoro Kante. Les rumeurs de la région disaient que Soumaoro avait épargné Karatabougou parce qu'il avait peur de son neveu Fakoli. D'autres membres proches de l'armée de Soumaoro se plaignaient de l’inégalité des faveurs faites au royaume de Karatabougou . Après la mort de Kankoumba, Soumaoro, assez fier, décida de réparer l'injustice. Pour cela, il chercha à affronter Fakoli par tous les moyens. Il l'humilia devant sa famille et s'en prit à sa femme, et, pour finir, il envoya Fakoli en une mission de conquête fictive loin du Mandé puis profita de son absence pour attaquer Karatabougou. Fakoli, de retour, trouva le royaume de son père en ruines et décida de quitter l'armée de son oncle pour rejoindre l'armée de Soundiata, qui réunissait ainsi tout le Mandé, y compris le royaume de Karatabougou. 
D'autres versions stipulent que Fakoli se révolte contre son oncle quand ce dernier tente de lui prendre son épouse. L'épopée prête à Soumaoro 333 épouses, qu'il propose à Fakoli d'échanger contre sa femme, Kènda Nala Naniouma. Kènda Nala Naniouma possède en effet des pouvoirs magiques qui lui permettent de cuisiner une quantité de nourriture prodigieuse, supérieure à ce que les 333 épouses de Soumaoro peuvent préparer toutes ensemble ; or cette nourriture pourrait permettre de nourrir facilement toute l'armée de Soumaoro. Mais Fakoli refuse l'offre et, devant les menaces de Soumaoro, finit par se rebeller contre son autorité.

### Exploits de Fakoli au service de Soundiata
Fakoli Doumbia rejoint alors l'armée de Soundiata dont il devient l'un des principaux généraux. Il dirige une partie des troupes lors de la bataille de Kirina puis de la bataille de Nâréna. Soumaoro était considéré comme invincible à cause de ses pouvoirs mystiques : Fakoli était le seul à connaître ses secrets et à être capable de venir à bout de son oncle qu'il connaissait profondément, car ils avaient battu l'empire du Sosso ensemble et dompté tout le voisinage y compris le Mandé. À la suite des désaccords avec son oncle, Fakoli accompagne ensuite Soundiata dans la guerre contre Soumaoro lorsque celui-ci prend la fuite en compagnie de son frère Sosso Bali puis va se réfugier à Koulikoro et dans les montagnes environnantes ; les hommes de Fakoli acculent Soumaoro dans une grotte où il est emmuré vivant ou disparaît, selon les versions. La fin de Soumaoro reste mystérieuse : il a disparu dans les grottes de Niana Koulou à Koulikoro. A-t-il été liberé par son neveu Fakoli ? le mystère demeure. Par la suite, Soundiata charge Fakoli de mettre au pas le royaume du Sosso désormais vaincu. 
Fakoli est, avec Tiramakhan Traore, l'un des principaux généraux de Soundiata chargés de soumettre les roitelets qui se rebellent contre Soundiata lorsque celui-ci revendique l'autorité sur la totalité du Mandé. Il vainc notamment Niani Massa Kara en l'assassinant grâce à la complicité de l'épouse de Niani Massa, Kènda Kala Niagalén Traore, la propre fille de Tiramakhan, qu'il corrompt pour s'assurer de sa complicité puis fait exécuter pour traîtrise.  il affronte les Maures du Sahel afin d'empêcher toute résurgence de l'esclavage que Soundiata a proclamé aboli. Fakoli Doumbia était profondément contre l'esclavage, d'ailleurs avec Soumaro Kante, ils attachaient les esclavagistes arabes, peulhs et maures par 5, les aspergeaient de l'huile et les brûlaient puis ils laissaient le 6e annoncer l'atrocité aux autres esclavagistes.  C'est également lui qui se charge de repousser une armée Peuls venue du Bankassi pour assiéger Dakadjalan, alors capitale de l'empire du Mali : il recourt à la ruse pour les repousser en leur faisant croire que la ville est défendue par une armée d'esprits.
Fakoli a été l'homme des conquêtes de Soundiata Keita. Il dirige la quasi-totalité des guerres de l'empire à l'exception de celle menée contre l'empire Djolof et dirigée par Tiramakhan. Le roi du Djolof refusait de se soumettre à Soundiata. Ce dernier décide de lancer une guerre contre l'empire Djolof et chacun des généraux veut diriger la guerre. Tiramakhan estime qu'on a donné toutes les conquêtes à Fakoli, il creuse sa tombe et jure de mourir si ce n'est pas lui qui mène cette guerre. Soundiata lui accorde donc le commandement pour cette guerre.
Dans certaines versions de l'épopée, Fakoli Doumbia est dépeint comme un chef de guerre orgueilleux et remuant auquel Soundiata ne se fie qu'à moitié et auquel il préfère Tiramakhan pour la conquête du Djolof.

## Analyses
L'historien américain David C. Conrad a consacré une étude au personnage de Fakoli Doumbia où il tente de discerner, avec prudence, les événements historiques dont on peut retrouver la trace dans l'épopée.